# Hannu Rantakari
Hannu Juhani Rantakari (Tampere, 8 gennaio 1939 – Tampere, 1º gennaio 2018) è stato un ginnasta finlandese.

## Palmarès

### Olimpiadi
- Bronzo a Tokyo 1964 nel volteggio.